# Municipio 8 Sandhill
El municipio 8 Sandhill (en inglés: Township 8, Sandhill) es un municipio ubicado en el  condado de Moore en el estado estadounidense de Carolina del Norte. En el año 2010 tenía una población de 17.032 habitantes.

## Geografía
El municipio 8 Sandhill se encuentra ubicado en las coordenadas 35°7′8.89″N 79°29′7.98″O / 35.1191361, -79.4855500.